# Federación de Asociaciones Culturales del Aragón Oriental
La Federación de Asociaciones Culturales del Aragón Oriental (Federació d'Asociacións Culturáls de l'Aragó Oriental) representa a una serie asociaciones federadas las cuales defienden que las hablas de sus localidades son una lengua diferenciada del catalán y constituyen el dialecto oriental de una "lengua aragonesa" que incluiría tanto estos dialectos como los de la "fabla". Este punto de vista se opone a la opinión de la mayor parte de los lingüistas, que consideran que las hablas de la Franja son dialectos del catalán (véase la sección Reconocimiento del "aragonés oriental" como lengua). A su vez, la denominación de aragonés oriental no es usada por los hablantes de estos dialectos que históricamente se han considerado constitutivos del catalán, aunque a lo largo del siglo XX se popularizaron las denominaciones localistas y el término chapurreau (empleado al menos desde el siglo XIX) que se encuentran en retroceso.

## Orígenes
En un principio la federación se llamó "Coordinadora de Asociaciones Culturales de las Comarcas del Aragón Oriental", y nació a partir de la agrupación de distintas asociaciones para presentar ante la Comisión Especial de las lenguas minoritarias de Aragón de las Cortes de Aragón sus posiciones respecto al patrimonio lingüístico aragonés, en octubre de 1996. La Coordinadora se compuso a partir de las siguientes asociaciones las cuales compartían el ideal común de que las modalidades lingüísticas de sus respectivas localidades y comarcas no eran de filiación catalana sino aragonesa: Amícs de Fraga (Fraga, Bajo Cinca), Foncense (Fonz, Cinca Medio), El Palistroc (Azanúy-Alins, La Litera), La Voz de La Litera (Tamarite de Litera, La Litera), Lo Timó (Altorricón, La Litera), Jóvenes Ribagorzanos de Bellestar (Graus, Ribagorza), Liga Ribagorzana (Graus, Ribagorza), La Aurora (Estadilla, Somontano), Baish Aragó (Valderrobres, Matarraña), Palau (Beceite, Matarraña), Valderrobrense (Valderrobres, Matarraña), Baix Matarraña (Fayón, Bajo Aragón-Caspe), Matarraña (Maella, Bajo Aragón-Caspe).[cita requerida]
La Coordinadora presentó ante la Comisión de las Cortes de Aragón un manifiesto dejando constancia de su postura y sus aspiraciones. Al año siguiente la Coordinadora se consolidó como Federación de Asociaciones Culturales del Aragón Oriental inscribiéndose en el registro de Asociaciones Civiles de Aragón con su nueva denominación.

### Relación con movimientos de extrema derecha
FACAO promueve el concurso literario Roberto G. Bayod Pallarés, en honor a un jurista e historiador, defensor de las tesis lingüísticas del "aragonés oriental", y alcalde de Belmonte de San José (provincia de Teruel).

## Tesis lingüísticas, culturales e históricas

### Tesis socio-lingüísticas
- En Aragón ni se habla una supuesta lengua aragonesa en algunos municipios del Alto Aragón ni la lengua catalana en las comarcas orientales, sino modalidades lingüísticas aragonesas que derivan del antiguo romance navarroaragonés.

- La propuesta de lengua aragonesa actual supone un idioma artificial creado como instrumento político al servicio del nacionalismo aragonés y que excluye a todo el Aragón oriental.

- La lengua catalana es ajena al Aragón Oriental, y su reconocimiento oficial supondría poner en riesgo la supervivencia de las modalides aragonesas de dicha área, a las cuales FACAO denomina en su conjunto "aragonés oriental".

- Las modalides lingüísticas del este de Aragón son equiparables y tan aragonesas como las pirenaicas (cheso, chistabino, patués, etc.).

- En 1995, la Universidad de Zaragoza por encargo del Gobierno de Aragón realizó un Estudio sociolingüístico de la Franja Oriental de Aragón a la pregunta "Del nombre del habla de su localidad" el 47% respondió chapurreau (chapurriao), el 32% conforme al gentilicio de su localidad, el 11% utilizó otras denominaciones (patués, aragonés, valenciano, ...) y un 10% lo denominó catalán.

- En el anterior estudio citado también se preguntó sobre la cooficialidad de la lengua catalana en la Franja oriental, a la cual el 75% se manifestó su rechazo.

### Hipótesis históricas
En la Edad Media se hablaban distintas lenguas romances similares en la Corona de Aragón, durante los siglos venideros el catalán devendría en lengua culta, situación que no se daría en Aragón debido a la difusión y consolidación de la lengua española como lengua culta y pública. Al carecer las modalidades catalanas de Aragón de gramática, sintaxis, ortografía, etc. propias para instituirse como lengua culta, a las modalidades del este de Aragón se les pretendía asimilar a la norma culta catalana, lo cual podría provocar un lingüicidio, si bien dichas modalidades lo que necesitarían no es una norma unificadora sino una propia particularizada.
Finalmente la FACAO también sostiene que las estructuras sintácticas son distintas a las de la lengua catalana al igual de existencia de un léxico distinto.
FACAO incluso ha elaborado una propuesta de ortografía del "aragonés oriental".

### Ámbito territorial
- El ámbito lingüístico que propone FACAO para el aragonés oriental no se limita al comprendido por los dialectos del catalán en la zona oriental de Aragón, también incluye al dialecto ribagorzano, generalmente considerado como un conjunto de hablas de transición.

## Concursos literarios
Con el objetivo de crear el primer precedente de tradición escrita en "aragonés oriental" según las recientes normas creadas por FACAO, ésta creó un concurso literario para relatos escritos en las modalidades lingüísticas del Aragón oriental. Al concurso se le dio el nombre de Roberto G. Bayod Pallarés, defensor de las tesis lingüísticas del "aragonés oriental". En todas las ediciones el primer premio, y otros tantos, ha recaído sobre conocidos miembros activos de la misma entidad que los convoca. A continuación se detalla en una tabla quienes han sido los premiados y con que relatos: 
- Concurso Literario "Roberto G. Bayod"

| Edición (fecha)          | Lugar del evento      | I Premio                                                                                | II Premio                                                                      | III Premio                                                                                                 |
| ------------------------ | --------------------- | --------------------------------------------------------------------------------------- | ------------------------------------------------------------------------------ | --- |
| VII edición              |                       | Obra:                                                                                   | Obra:                                                                          | Obra: |
| VI edición (15-12-2007)  | La Fresneda           | Obra: “La mare que busque al seu fill” Autor: Raúl Vallés Labanda (La Cañada de Verich) | Obra: “Torre Bellet” Autor: Julián Naval Fuster (Tamarite de Litera)           | Obra: “Sempre cantán a l'amor” Autora: Concha Rodes Roché (Mequinenza)                                     |
| V edición (16-12-2006)   | Valderrobres          | Obra: “Lo destino d’un ome” Autor: Luis Borrás Dolz (Altorricón)                        | Obra: “Furta-Peras” Autor: Luisón de Fierro (Graus)                            | Obra: “Un canto a mi amor” Autora: Concha Rodes Roché (Mequinenza)                                         |
| IV edición (03-12-2005)  | Altorricón            | Obra: “Detrás d'un espill crebat” Autor: Luis Borrás Dolz (Altorricón)                  | Obra: Julio, lo incorrechible Autor: Raúl Vallés Labanda (La Cañada de Verich) | Obra: Corrén cam a trabés per La Llitera. ¡Anem a Fondols! Autor: Julián Naval Fuster (Tamarite de Litera) |
| III edición (27-11-2004) | Valderrobres          | Obra: Sopa de lletres Autor: Jorge Borrás Frago (Altorricón)                            | Obra: Lo radé biache Autor: Raúl Vallés Labanda (La Cañada de Verich)          | Obra: Relatos Autor: Julián Naval Fuster (Tamarite de Litera)                                              |
| II edición (24-04-2003)  | San Esteban de Litera | Obra: Autor: Raúl Vallés Labanda (La Cañada de Verich)                                  | Obra: Autor: Antonio Rius (Albelda)                                            | Obra: Autor: Jorge Borrás Frago (Altorricón)                                                               |
| I edición (2002)         |                       |                                                                                         |                                                                                | |

## Participación en eventos lingüísticos y culturales
FACAO ha participado en distintos eventos de carácter lingüístico y cultural, principalmente en los vinculados al secesionismo lingüístico valenciano. En un ámbito más reducido ha participado en distintos eventos aragoneses, y sobre todo, de ámbito local.
- II Congreso de Lengua Valenciana -en calidad de invitados- (26, 27 y 28 de noviembre de 2003)
- Plataforma No Hablamos Catalán (PNHC)

## Reconocimiento del "aragonés oriental" como lengua
La gran mayoría de organismos públicos, instituciones académicas, expertos y asociaciones culturales desmienten las tesis sobre el "aragonés oriental" como lengua y reconocen estas hablas como constitutivas de la lengua catalana. Rechazan por tanto las denominaciones alternativas. Actualmente "catalán" es la denominación espontánea más usada entre la población adulta (45,6 %).